# Фритз, Йиндржих
Йи́ндржих Фритз (чеш. Jindřich Fritz, 15 июня 1912, Прага — 9 ноября 1984, там же) — чешский шахматный композитор-этюдист. Основная профессия: юрист. Судья международной категории по шахматной композиции (1956) и гроссмейстер по шахматной композиции (1976).
Первые его этюды появились в 1930 году. В 1979 году Фритз опубликовал итоговый авторский сборник «Vybrané šachové problémy», куда вошли 500 его композиций (из них около 400 этюдов). 60 этюдов получили призы на конкурсах, в том числе 26 — первые призы. Сначала его этюды были в классическом стиле Анри Ринка, затем значительное время он работал под влиянием советских «романтиков». Любимые темы: эхо-игра, доминация и др. Этюды Фритза побеждали на трёх чешских шахматных чемпионатах (1951-1952, 1953-1954 и 1963-1965).

## Избранные этюды
|   | a | b | c | d | e | f | g | h |   |
| - | --- | --- | --- | --- | --- | --- | --- | --- | - |
| 8 | a8 чёрный король · e7 чёрный слон · h7 чёрный слон · e5 белый слон · f4 белая ладья · h2 белый король | a8 чёрный король · e7 чёрный слон · h7 чёрный слон · e5 белый слон · f4 белая ладья · h2 белый король | a8 чёрный король · e7 чёрный слон · h7 чёрный слон · e5 белый слон · f4 белая ладья · h2 белый король | a8 чёрный король · e7 чёрный слон · h7 чёрный слон · e5 белый слон · f4 белая ладья · h2 белый король | a8 чёрный король · e7 чёрный слон · h7 чёрный слон · e5 белый слон · f4 белая ладья · h2 белый король | a8 чёрный король · e7 чёрный слон · h7 чёрный слон · e5 белый слон · f4 белая ладья · h2 белый король | a8 чёрный король · e7 чёрный слон · h7 чёрный слон · e5 белый слон · f4 белая ладья · h2 белый король | a8 чёрный король · e7 чёрный слон · h7 чёрный слон · e5 белый слон · f4 белая ладья · h2 белый король | 8 |
| 7 | a8 чёрный король · e7 чёрный слон · h7 чёрный слон · e5 белый слон · f4 белая ладья · h2 белый король | a8 чёрный король · e7 чёрный слон · h7 чёрный слон · e5 белый слон · f4 белая ладья · h2 белый король | a8 чёрный король · e7 чёрный слон · h7 чёрный слон · e5 белый слон · f4 белая ладья · h2 белый король | a8 чёрный король · e7 чёрный слон · h7 чёрный слон · e5 белый слон · f4 белая ладья · h2 белый король | a8 чёрный король · e7 чёрный слон · h7 чёрный слон · e5 белый слон · f4 белая ладья · h2 белый король | a8 чёрный король · e7 чёрный слон · h7 чёрный слон · e5 белый слон · f4 белая ладья · h2 белый король | a8 чёрный король · e7 чёрный слон · h7 чёрный слон · e5 белый слон · f4 белая ладья · h2 белый король | a8 чёрный король · e7 чёрный слон · h7 чёрный слон · e5 белый слон · f4 белая ладья · h2 белый король | 7 |
| 6 | a8 чёрный король · e7 чёрный слон · h7 чёрный слон · e5 белый слон · f4 белая ладья · h2 белый король | a8 чёрный король · e7 чёрный слон · h7 чёрный слон · e5 белый слон · f4 белая ладья · h2 белый король | a8 чёрный король · e7 чёрный слон · h7 чёрный слон · e5 белый слон · f4 белая ладья · h2 белый король | a8 чёрный король · e7 чёрный слон · h7 чёрный слон · e5 белый слон · f4 белая ладья · h2 белый король | a8 чёрный король · e7 чёрный слон · h7 чёрный слон · e5 белый слон · f4 белая ладья · h2 белый король | a8 чёрный король · e7 чёрный слон · h7 чёрный слон · e5 белый слон · f4 белая ладья · h2 белый король | a8 чёрный король · e7 чёрный слон · h7 чёрный слон · e5 белый слон · f4 белая ладья · h2 белый король | a8 чёрный король · e7 чёрный слон · h7 чёрный слон · e5 белый слон · f4 белая ладья · h2 белый король | 6 |
| 5 | a8 чёрный король · e7 чёрный слон · h7 чёрный слон · e5 белый слон · f4 белая ладья · h2 белый король | a8 чёрный король · e7 чёрный слон · h7 чёрный слон · e5 белый слон · f4 белая ладья · h2 белый король | a8 чёрный король · e7 чёрный слон · h7 чёрный слон · e5 белый слон · f4 белая ладья · h2 белый король | a8 чёрный король · e7 чёрный слон · h7 чёрный слон · e5 белый слон · f4 белая ладья · h2 белый король | a8 чёрный король · e7 чёрный слон · h7 чёрный слон · e5 белый слон · f4 белая ладья · h2 белый король | a8 чёрный король · e7 чёрный слон · h7 чёрный слон · e5 белый слон · f4 белая ладья · h2 белый король | a8 чёрный король · e7 чёрный слон · h7 чёрный слон · e5 белый слон · f4 белая ладья · h2 белый король | a8 чёрный король · e7 чёрный слон · h7 чёрный слон · e5 белый слон · f4 белая ладья · h2 белый король | 5 |
| 4 | a8 чёрный король · e7 чёрный слон · h7 чёрный слон · e5 белый слон · f4 белая ладья · h2 белый король | a8 чёрный король · e7 чёрный слон · h7 чёрный слон · e5 белый слон · f4 белая ладья · h2 белый король | a8 чёрный король · e7 чёрный слон · h7 чёрный слон · e5 белый слон · f4 белая ладья · h2 белый король | a8 чёрный король · e7 чёрный слон · h7 чёрный слон · e5 белый слон · f4 белая ладья · h2 белый король | a8 чёрный король · e7 чёрный слон · h7 чёрный слон · e5 белый слон · f4 белая ладья · h2 белый король | a8 чёрный король · e7 чёрный слон · h7 чёрный слон · e5 белый слон · f4 белая ладья · h2 белый король | a8 чёрный король · e7 чёрный слон · h7 чёрный слон · e5 белый слон · f4 белая ладья · h2 белый король | a8 чёрный король · e7 чёрный слон · h7 чёрный слон · e5 белый слон · f4 белая ладья · h2 белый король | 4 |
| 3 | a8 чёрный король · e7 чёрный слон · h7 чёрный слон · e5 белый слон · f4 белая ладья · h2 белый король | a8 чёрный король · e7 чёрный слон · h7 чёрный слон · e5 белый слон · f4 белая ладья · h2 белый король | a8 чёрный король · e7 чёрный слон · h7 чёрный слон · e5 белый слон · f4 белая ладья · h2 белый король | a8 чёрный король · e7 чёрный слон · h7 чёрный слон · e5 белый слон · f4 белая ладья · h2 белый король | a8 чёрный король · e7 чёрный слон · h7 чёрный слон · e5 белый слон · f4 белая ладья · h2 белый король | a8 чёрный король · e7 чёрный слон · h7 чёрный слон · e5 белый слон · f4 белая ладья · h2 белый король | a8 чёрный король · e7 чёрный слон · h7 чёрный слон · e5 белый слон · f4 белая ладья · h2 белый король | a8 чёрный король · e7 чёрный слон · h7 чёрный слон · e5 белый слон · f4 белая ладья · h2 белый король | 3 |
| 2 | a8 чёрный король · e7 чёрный слон · h7 чёрный слон · e5 белый слон · f4 белая ладья · h2 белый король | a8 чёрный король · e7 чёрный слон · h7 чёрный слон · e5 белый слон · f4 белая ладья · h2 белый король | a8 чёрный король · e7 чёрный слон · h7 чёрный слон · e5 белый слон · f4 белая ладья · h2 белый король | a8 чёрный король · e7 чёрный слон · h7 чёрный слон · e5 белый слон · f4 белая ладья · h2 белый король | a8 чёрный король · e7 чёрный слон · h7 чёрный слон · e5 белый слон · f4 белая ладья · h2 белый король | a8 чёрный король · e7 чёрный слон · h7 чёрный слон · e5 белый слон · f4 белая ладья · h2 белый король | a8 чёрный король · e7 чёрный слон · h7 чёрный слон · e5 белый слон · f4 белая ладья · h2 белый король | a8 чёрный король · e7 чёрный слон · h7 чёрный слон · e5 белый слон · f4 белая ладья · h2 белый король | 2 |
| 1 | a8 чёрный король · e7 чёрный слон · h7 чёрный слон · e5 белый слон · f4 белая ладья · h2 белый король | a8 чёрный король · e7 чёрный слон · h7 чёрный слон · e5 белый слон · f4 белая ладья · h2 белый король | a8 чёрный король · e7 чёрный слон · h7 чёрный слон · e5 белый слон · f4 белая ладья · h2 белый король | a8 чёрный король · e7 чёрный слон · h7 чёрный слон · e5 белый слон · f4 белая ладья · h2 белый король | a8 чёрный король · e7 чёрный слон · h7 чёрный слон · e5 белый слон · f4 белая ладья · h2 белый король | a8 чёрный король · e7 чёрный слон · h7 чёрный слон · e5 белый слон · f4 белая ладья · h2 белый король | a8 чёрный король · e7 чёрный слон · h7 чёрный слон · e5 белый слон · f4 белая ладья · h2 белый король | a8 чёрный король · e7 чёрный слон · h7 чёрный слон · e5 белый слон · f4 белая ладья · h2 белый король | 1 |
|   | a | b | c | d | e | f | g | h |   |

Решение:
Для победы белым надо выиграть слона. Однако ошибочно было бы 1. Лf7? Сg5! 2. Л:h7 Сf4+! 3. С:f4 пат.

1. Лa4+! Крb7

2. Лg4 (угрожая Лg7) Сf8!

3. Лf4 Сh6

4. Лh4!

4. Лf7+? Крa8 вело к тому же пату; теперь же выигрыш обеспечен.
|   | a | b | c | d | e | f | g | h |   |
| - | --- | --- | --- | --- | --- | --- | --- | --- | - |
| 8 | d8 белый конь · c6 белая пешка · h6 чёрный король · d3 белый слон · a2 чёрный конь · h2 белый король · c1 чёрный слон | d8 белый конь · c6 белая пешка · h6 чёрный король · d3 белый слон · a2 чёрный конь · h2 белый король · c1 чёрный слон | d8 белый конь · c6 белая пешка · h6 чёрный король · d3 белый слон · a2 чёрный конь · h2 белый король · c1 чёрный слон | d8 белый конь · c6 белая пешка · h6 чёрный король · d3 белый слон · a2 чёрный конь · h2 белый король · c1 чёрный слон | d8 белый конь · c6 белая пешка · h6 чёрный король · d3 белый слон · a2 чёрный конь · h2 белый король · c1 чёрный слон | d8 белый конь · c6 белая пешка · h6 чёрный король · d3 белый слон · a2 чёрный конь · h2 белый король · c1 чёрный слон | d8 белый конь · c6 белая пешка · h6 чёрный король · d3 белый слон · a2 чёрный конь · h2 белый король · c1 чёрный слон | d8 белый конь · c6 белая пешка · h6 чёрный король · d3 белый слон · a2 чёрный конь · h2 белый король · c1 чёрный слон | 8 |
| 7 | d8 белый конь · c6 белая пешка · h6 чёрный король · d3 белый слон · a2 чёрный конь · h2 белый король · c1 чёрный слон | d8 белый конь · c6 белая пешка · h6 чёрный король · d3 белый слон · a2 чёрный конь · h2 белый король · c1 чёрный слон | d8 белый конь · c6 белая пешка · h6 чёрный король · d3 белый слон · a2 чёрный конь · h2 белый король · c1 чёрный слон | d8 белый конь · c6 белая пешка · h6 чёрный король · d3 белый слон · a2 чёрный конь · h2 белый король · c1 чёрный слон | d8 белый конь · c6 белая пешка · h6 чёрный король · d3 белый слон · a2 чёрный конь · h2 белый король · c1 чёрный слон | d8 белый конь · c6 белая пешка · h6 чёрный король · d3 белый слон · a2 чёрный конь · h2 белый король · c1 чёрный слон | d8 белый конь · c6 белая пешка · h6 чёрный король · d3 белый слон · a2 чёрный конь · h2 белый король · c1 чёрный слон | d8 белый конь · c6 белая пешка · h6 чёрный король · d3 белый слон · a2 чёрный конь · h2 белый король · c1 чёрный слон | 7 |
| 6 | d8 белый конь · c6 белая пешка · h6 чёрный король · d3 белый слон · a2 чёрный конь · h2 белый король · c1 чёрный слон | d8 белый конь · c6 белая пешка · h6 чёрный король · d3 белый слон · a2 чёрный конь · h2 белый король · c1 чёрный слон | d8 белый конь · c6 белая пешка · h6 чёрный король · d3 белый слон · a2 чёрный конь · h2 белый король · c1 чёрный слон | d8 белый конь · c6 белая пешка · h6 чёрный король · d3 белый слон · a2 чёрный конь · h2 белый король · c1 чёрный слон | d8 белый конь · c6 белая пешка · h6 чёрный король · d3 белый слон · a2 чёрный конь · h2 белый король · c1 чёрный слон | d8 белый конь · c6 белая пешка · h6 чёрный король · d3 белый слон · a2 чёрный конь · h2 белый король · c1 чёрный слон | d8 белый конь · c6 белая пешка · h6 чёрный король · d3 белый слон · a2 чёрный конь · h2 белый король · c1 чёрный слон | d8 белый конь · c6 белая пешка · h6 чёрный король · d3 белый слон · a2 чёрный конь · h2 белый король · c1 чёрный слон | 6 |
| 5 | d8 белый конь · c6 белая пешка · h6 чёрный король · d3 белый слон · a2 чёрный конь · h2 белый король · c1 чёрный слон | d8 белый конь · c6 белая пешка · h6 чёрный король · d3 белый слон · a2 чёрный конь · h2 белый король · c1 чёрный слон | d8 белый конь · c6 белая пешка · h6 чёрный король · d3 белый слон · a2 чёрный конь · h2 белый король · c1 чёрный слон | d8 белый конь · c6 белая пешка · h6 чёрный король · d3 белый слон · a2 чёрный конь · h2 белый король · c1 чёрный слон | d8 белый конь · c6 белая пешка · h6 чёрный король · d3 белый слон · a2 чёрный конь · h2 белый король · c1 чёрный слон | d8 белый конь · c6 белая пешка · h6 чёрный король · d3 белый слон · a2 чёрный конь · h2 белый король · c1 чёрный слон | d8 белый конь · c6 белая пешка · h6 чёрный король · d3 белый слон · a2 чёрный конь · h2 белый король · c1 чёрный слон | d8 белый конь · c6 белая пешка · h6 чёрный король · d3 белый слон · a2 чёрный конь · h2 белый король · c1 чёрный слон | 5 |
| 4 | d8 белый конь · c6 белая пешка · h6 чёрный король · d3 белый слон · a2 чёрный конь · h2 белый король · c1 чёрный слон | d8 белый конь · c6 белая пешка · h6 чёрный король · d3 белый слон · a2 чёрный конь · h2 белый король · c1 чёрный слон | d8 белый конь · c6 белая пешка · h6 чёрный король · d3 белый слон · a2 чёрный конь · h2 белый король · c1 чёрный слон | d8 белый конь · c6 белая пешка · h6 чёрный король · d3 белый слон · a2 чёрный конь · h2 белый король · c1 чёрный слон | d8 белый конь · c6 белая пешка · h6 чёрный король · d3 белый слон · a2 чёрный конь · h2 белый король · c1 чёрный слон | d8 белый конь · c6 белая пешка · h6 чёрный король · d3 белый слон · a2 чёрный конь · h2 белый король · c1 чёрный слон | d8 белый конь · c6 белая пешка · h6 чёрный король · d3 белый слон · a2 чёрный конь · h2 белый король · c1 чёрный слон | d8 белый конь · c6 белая пешка · h6 чёрный король · d3 белый слон · a2 чёрный конь · h2 белый король · c1 чёрный слон | 4 |
| 3 | d8 белый конь · c6 белая пешка · h6 чёрный король · d3 белый слон · a2 чёрный конь · h2 белый король · c1 чёрный слон | d8 белый конь · c6 белая пешка · h6 чёрный король · d3 белый слон · a2 чёрный конь · h2 белый король · c1 чёрный слон | d8 белый конь · c6 белая пешка · h6 чёрный король · d3 белый слон · a2 чёрный конь · h2 белый король · c1 чёрный слон | d8 белый конь · c6 белая пешка · h6 чёрный король · d3 белый слон · a2 чёрный конь · h2 белый король · c1 чёрный слон | d8 белый конь · c6 белая пешка · h6 чёрный король · d3 белый слон · a2 чёрный конь · h2 белый король · c1 чёрный слон | d8 белый конь · c6 белая пешка · h6 чёрный король · d3 белый слон · a2 чёрный конь · h2 белый король · c1 чёрный слон | d8 белый конь · c6 белая пешка · h6 чёрный король · d3 белый слон · a2 чёрный конь · h2 белый король · c1 чёрный слон | d8 белый конь · c6 белая пешка · h6 чёрный король · d3 белый слон · a2 чёрный конь · h2 белый король · c1 чёрный слон | 3 |
| 2 | d8 белый конь · c6 белая пешка · h6 чёрный король · d3 белый слон · a2 чёрный конь · h2 белый король · c1 чёрный слон | d8 белый конь · c6 белая пешка · h6 чёрный король · d3 белый слон · a2 чёрный конь · h2 белый король · c1 чёрный слон | d8 белый конь · c6 белая пешка · h6 чёрный король · d3 белый слон · a2 чёрный конь · h2 белый король · c1 чёрный слон | d8 белый конь · c6 белая пешка · h6 чёрный король · d3 белый слон · a2 чёрный конь · h2 белый король · c1 чёрный слон | d8 белый конь · c6 белая пешка · h6 чёрный король · d3 белый слон · a2 чёрный конь · h2 белый король · c1 чёрный слон | d8 белый конь · c6 белая пешка · h6 чёрный король · d3 белый слон · a2 чёрный конь · h2 белый король · c1 чёрный слон | d8 белый конь · c6 белая пешка · h6 чёрный король · d3 белый слон · a2 чёрный конь · h2 белый король · c1 чёрный слон | d8 белый конь · c6 белая пешка · h6 чёрный король · d3 белый слон · a2 чёрный конь · h2 белый король · c1 чёрный слон | 2 |
| 1 | d8 белый конь · c6 белая пешка · h6 чёрный король · d3 белый слон · a2 чёрный конь · h2 белый король · c1 чёрный слон | d8 белый конь · c6 белая пешка · h6 чёрный король · d3 белый слон · a2 чёрный конь · h2 белый король · c1 чёрный слон | d8 белый конь · c6 белая пешка · h6 чёрный король · d3 белый слон · a2 чёрный конь · h2 белый король · c1 чёрный слон | d8 белый конь · c6 белая пешка · h6 чёрный король · d3 белый слон · a2 чёрный конь · h2 белый король · c1 чёрный слон | d8 белый конь · c6 белая пешка · h6 чёрный король · d3 белый слон · a2 чёрный конь · h2 белый король · c1 чёрный слон | d8 белый конь · c6 белая пешка · h6 чёрный король · d3 белый слон · a2 чёрный конь · h2 белый король · c1 чёрный слон | d8 белый конь · c6 белая пешка · h6 чёрный король · d3 белый слон · a2 чёрный конь · h2 белый король · c1 чёрный слон | d8 белый конь · c6 белая пешка · h6 чёрный король · d3 белый слон · a2 чёрный конь · h2 белый король · c1 чёрный слон | 1 |
|   | a | b | c | d | e | f | g | h |   |

Решение:
1. Крg3 (готовя 2. c7) Кb4!

2. c7 Сf4+!

3. Кр:f4 Кd5+

4. Крe5! К:с7

5. Крd6 Кe8+

6. Крe7 Кg7 (после 6…Кc7 7. Сc4 Кa8 8. Крd6 Кb6 9. Сb5 чёрный конь гибнет)

7. Крf8! Кh5

8. Кf7 ×

## Труды
- Moderní šachová studie: Úvod do theorie a skladby, Verlag Práce, Prag 1951.
- Šachová studie, Verlag Státní tělovýchovné nakl., Prag 1954.
- Vybrané šachové problémy, Verlag Olympia, Prag 1979.